# Lionel Chee
Lionel Chee (ur. 4 sierpnia 1931) – singapurski piłkarz wodny i pływak, olimpijczyk.
W 1956 roku wystąpił w piłce wodnej na igrzyskach w Melbourne. Zagrał w dwóch spotkaniach – w jednym podczas fazy grupowej (przeciwko Niemcom) i w jednym spotkaniu rundy klasyfikacyjnej o miejsca 7–10 (przeciwko Brytyjczykom). Singapurczycy przegrali wszystkie pojedynki i zajęli ostatnie 10. miejsce. Na igrzyskach w Melbourne Chee był chorążym reprezentacji Singapuru podczas ceremonii otwarcia igrzysk.
Pięciokrotny medalista igrzysk azjatyckich. Dwukrotnie został wicemistrzem w piłce wodnej (1951 i 1958), ponadto trzykrotnie stał na podium w zawodach pływackich. Zdobył złoto w sztafecie 4 × 100 m stylem dowolnym w 1951 roku, a także dwa srebra, w tym w sztafecie 3 × 100 m stylem zmiennym (1951) i sztafecie 4 × 200 m stylem dowolnym (1954). Startował także na igrzyskach w 1962 roku (nie wywalczył wówczas medali).